# スルガラン
スルガラン（学名：Cymbidium ensifolium）は、ラン科シュンラン属の植物である。漢名は、「建春」である。中国東部あるい南部とその周辺地域に分布する。日本には福建省から渡来した。

## 特徴
葉は長さ30 - 60cmで、扁平でなだらかだが、乾くと多数の筋が現れる。花は夏から秋に咲く。花径は、4 - 5cmでシュンランに似る。和名の由来は、はっきりしていない。

## 雑種
2012年10月26日、国立科学博物館筑波実験植物園は、スルガランを種子親とし、スルガランと同属で光合成を行わないマヤラン（菌従属栄養植物）を花粉親とした雑種が世界で初めて開花したことを公表した。

## 保全状況評価
- 絶滅危惧IA類 (CR)（環境省レッドリスト）